# Margaret Todd
Margaret Georgina Todd (23 d'abril de 1859 – 3 de setembre de 1918) va ser una metgessa i escriptora escocesa. El 1913 va ajudar a encunyar el terme isòtop, que ella va suggerir al químic Frederick Soddy.

## Biografia
Todd va néixer en Kilrenny, (Fife, Escòcia. Els seus pares van ser James Cameron Todd i Jeannie McBain, de Glasgow. Va ser educada a Edimburg, Glasgow i Berlín.
Essent ja mestra d'escola a Glasgow, el 1886, va esdevenir una de les primeres estudiants de la Facultat de Medicina per a Dones d'Edimburg en assabentar-se que el Royal College d'Escòcia de Metges i Cirurgians havia obert els seus exàmens a dones. Va trigar vuit anys a completar la carrera de quatre anys perquè durant els seus estudis va escriure una novel·la, que va titular Mona Maclean, Medical Student (Mona Maclean, estudiant de medicina), utilitzant el pseudònim Graham Travers.
La revista Punch va descriure aquesta obra com "una novel·la amb un propòsit —cosa gens recomanable per a una novel·la, especialment quan el propòsit triat és demostrar l'absoluta necessitat de dones metges". Es va graduar el 1894 i després va obtenir el doctorat en medicina a Brussel·les. Va treballar com a metge ajudant a l'Hospital i Dispensari per a Dones i Infants d'Edimburg, però es va retirar després de cinc anys.
El seu primer llibre va rebre una bona acollida i se'n van fer moltes edicions (el 1900 havia arribat ja a la 15a edició). Després en va publicar tres més, utilitzant sempre el seu pseudònim masculí, tot i que ja es coneixia la seva identitat real, que s'esmentava en les ressenyes dels seus llibres. Abans de 1906 els mateixos editors dels seus llibres ja hi afegien, després del seu pseudònim i entre parèntesis, "Margaret Todd, M.D." ('MD' és l'abreviació de medical doctor). També va escriure relats curts per a revistes.

## Vida personal
Todd va ser la parella sentimental de Sophia Jex-Blake, metgessa pionera, fundadora de la universitat on va estudiar i treballar Todd, i sufragista. Ella va inspirar a Todd el personatge central de la seva primera novel·la, una decidida estudiant de medicina, i també va ser ella qui va fer les gestions amb l'editorial que va publicar el llibre. En jubilar-se Jex-Blake, el 1899, es van traslladar a Mark Cross, al comtat anglès d'East Sussex, on Todd va escriure altres novel·les. Després de la mort de Jex-Blake va escriure The Life of Dr. Sophia Jex-Blake (La vida de la Dra. Sophia Jex-Blake, 1918), que va signar amb el seu nom real. El llibre descriu la lluita de les dones durant el segle xix per accedir a la professió mèdica. The Times el va descriure com "excessivament detallista per al lector general", però va ser elogiat en altres publicacions.

## Isòtops
Todd era amiga de la família del químic Frederick Soddy, professor de la Universitat de Glasgow. El 1913, Soddy va explicar-li la seva recerca sobre radioactivitat, que el va fer mereixedor del premi Nobel de Química de 1921. Soddy va demostrar que alguns elements radioactius tenen més d'una massa atòmica, tot i que les propietats químiques són idèntiques, de manera que àtoms de masses diferents ocupen el mateix lloc en la taula periòdica. Todd va suggerir-li que anomenés aquells àtoms isòtops, que en grec significa en el mateix lloc. Soddy va acceptar el suggeriment de Todd i aquest terme forma part de la nomenclatura científica estàndard.

## Mort
Todd va morir als 58 anys, tres mesos després de la publicació del seu llibre sobre Jex-Blake.
Segons una font, Todd va suïcidar-se; tanmateix, la necrològica del diari The Times només indicava que va morir en una residència geriàtrica a Londres. Després de la seva mort es va crear una beca en el seu nom al LSMW; va deixar 3.000 £ a la seva herència (l'equivalent actual d'uns 272.000 £, o uns 300.000 €) per promoure l'avenç de dones a la medicina.